# سرای معین التجار
کاروانسرای معین‌التجار یا سرای معین‌التجار در اهواز، که در ساحل شرقی کارون، در بافت قدیم شهر و نزدیک به پل سفید واقع شده است، از شناخته‌شده‌ترین بناهای تاریخی اهواز از دورهٔ قاجار می‌باشد که در ۲۰ آبان ۱۳۷۷ در فهرست آثار ملی ایران به ثبت رسید.

## تاریخچه
فرانسوی‌‏ها توانسته بودند حق انحصاری کشتیرانی در کارون و بهره‏‌برداری از زمین‌های کناری آن را در ایران، به‌دست آورند. این امتیاز که بر اساس دو پیمان‌نامه، دو بار اعطا، و پس از هر بار، در سال‌های ۱۲۵۵ ه.خ و ۱۲۵۷ ه.خ لغو شد، با اعمال نفوذ دکتر تولوزان، پزشک فرانسوی شاه و کمک نفوذی‌های روس، در تهران منعقد شده و قرار بر این بود که سد اهواز را با دریچه‏‌هایی بازسازی کرده و آبیاری زمین‌های پیرامون را بهبود بخشیده و حتی از جنگل‏‌ها و معدن‌ها، بهره‏‌برداری کنند.
با این حال، گسترش ارتباط میان خلیج فارس و هند و نیز کوشش‌های دراموند ولف، وزیر مختار بریتانیا در ایران باعث شد تا درپایان، ناصرالدین‌شاه با صدور فرمانی در مهرماه سال ۱۲۶۷ ه.خ، کشتیرانی در قسمت جنوبی رودخانه کارون را برای همه‌ی کشورها آزاد اعلام کند. به این ترتیب اهواز مورد توجه همه‌ی بازرگان‌های ایرانی و خارجی قرار گرفت. در همین زمان، حسینقلی خان نظام‌السلطنه به عنوان حاکم خوزستان و چهارمحال‌وبختیاری گماشته شد، تا تغییرات موردنیاز را در آنجا صورت دهد.
از طرف دیگر، محمد دهدشتی شاهرخ، مشهور به محمدتقی معین‌التجار بوشهری و یا به شکل خلاصه‌تر، حاج محمدآقا معین‌التجار، فرزند «حاج محمدرحیم دهدشتی»، که از قشر بازرگان‌ها بود و پدرش ورشکسته شده و به نجف مهاجرت کرده بود، در حدود سال ۱۲۵۶ ه.خ وارد بوشهر شد و ۴۰۰ هزار روپیه سهم ارثیه از عمه‌اش ملکی جان را از حاج محمدمهدی معروف به ملک‌‌التجار سوم دریافت کرد و به کار تجارت پرداخت. با کوشش مداوم، کار معین‌التجار رونق گرفت و در ۱۲۸۵ ه.خ به مقام رئیس‌التجار بوشهر رسید. او تجارت داخلی و خارجی جنوب ایران را در دست گرفت و با هند و انگلیس رابطه تجاری برقرار ساخت، تا آنجا که به «سلطان اقتصاد جنوب ایران» لقب گرفت. حالا او تبدیل به یک بازرگان نامدار ایرانی شده بود که در دستگاه ناصرالدین‌شاه از قدرت و نفوذ زیادی برخوردار بود.
پس از آنکه ناصرالدین‌شاه، رفت‌وآمدکشتی‌های بیگانه را در کارون آزاد ساخت، حاج محمد تقی معین التجار، به کمک جایگاهی که پیدا کرده بود، به جهت پشتیبانی از بازرگانی آبی در اهواز و در قسمت شمالی رود کارون، همراه‌با محمدحسن‌خان سعدالدوله در آخرین سال‌های سده سیزدهم هجری‌خورشیدی، کاروانسرایی را بنا نهاد که لقب خودش را به عنوان نام آن انتخاب کرد، «کاروانسرای معین‌التجار»
محمد معین‌التجار در کنار این کاروانسرا، دفترهای بازرگانی، بازارچه، حمام، باغ و مسجدی نیز بنا کرد که به‌گفتهٔ منابع محلی، تا نزدیکی خیابان کاوه و بیمارستان جندی‌شاپور (امام) امتداد داشته است. او همچنین با ایجاد خط آهنی اسب‌کش، بارهای تجاری را از بندرگاه اهواز به این سرا منتقل و سپس به مقصد شوشتر ارسال می‌کرد. از سال ۱۳۰۷ تا ۱۳۳۲ خورشیدی، کشتی‌های تجاری بار خود را در همین مکان تخلیه می‌کردند.

## معماری
بنای معین‌التجار دارای دوطبقه و یک حیاط میانی است که رواق‌ها و ایوان‌هایی با طاق‌های قوسی در گرداگرد آن قرار گرفته‌اند. نمای بیرونی آن با آجرکاری و نرده‌های شبکه‌ای از جنس آجر، طراحی و ساخت و پرداخت شده و ایوان طبقهٔ بالا، چشم‌اندازی زیبا از رودخانهٔ کارون و همچنین امروزه پل سفید را دارد. مصالح اصلی ساختمان کاروانسرا، آجر، تیرچوب، گچ و خاک و شفته‌آهک در پی‌هاست.

## آسیب‌ها و مرمت
این سرا تا سال‌های پس از انقلاب۵۷، به‌صورت انبار مورد استفاده قرار می گرفت. در میانه دهه ۱۳۷۰ (۱۳۷۴ یا ۱۳۷۵ خورشیدی) آتش‌سوزی بزرگی در بنا رخ داد که بخش‌های بسیاری از سقف و ستون‌های آجری را از بین برد. در سال‌های بعد، موضوع بازسازی این بنا با مشکل مالکیت خصوصی روبه‌رو بود. با این حال، شهرداری اهواز و ادارهٔ کل میراث فرهنگی خوزستان از سال ۱۴۰۳ طرح‌هایی را برای بهسازی بدنه و کف‌سازی و نیز مذاکره برای خرید بنا از مالک خصوصی آغاز کرده‌اند.

## جایگاه و اهمیت
کاروانسرای معین‌التجار به‌عنوان مرکز اصلی بارگیری و بارگذاری کشتی‌ها در دوران قاجار و پهلوی اول بوده و نقش مهمی در رونق بازرگانی اهواز (بندر ناصری) ایفا می‌کرد. این بنا از یادگارهای قاجاری اهواز است و به سبب نزدیکی به کارون و نزدیکی به بازارهای شرق اهواز، اهمیت ویژه‌ای در هویت تاریخی شهر دارد.

## نگارخانه

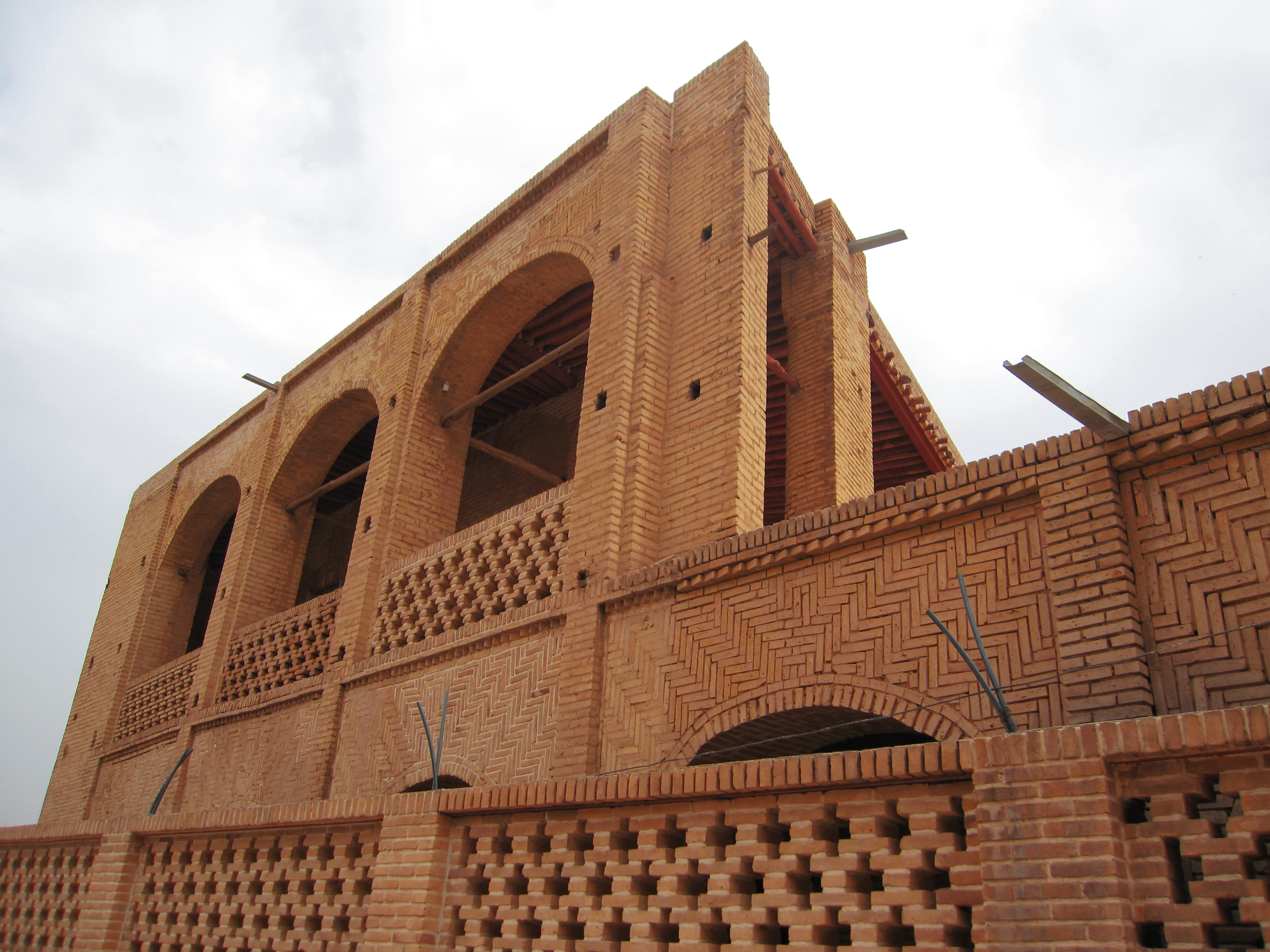
نمایی از سرای معین‌التجار
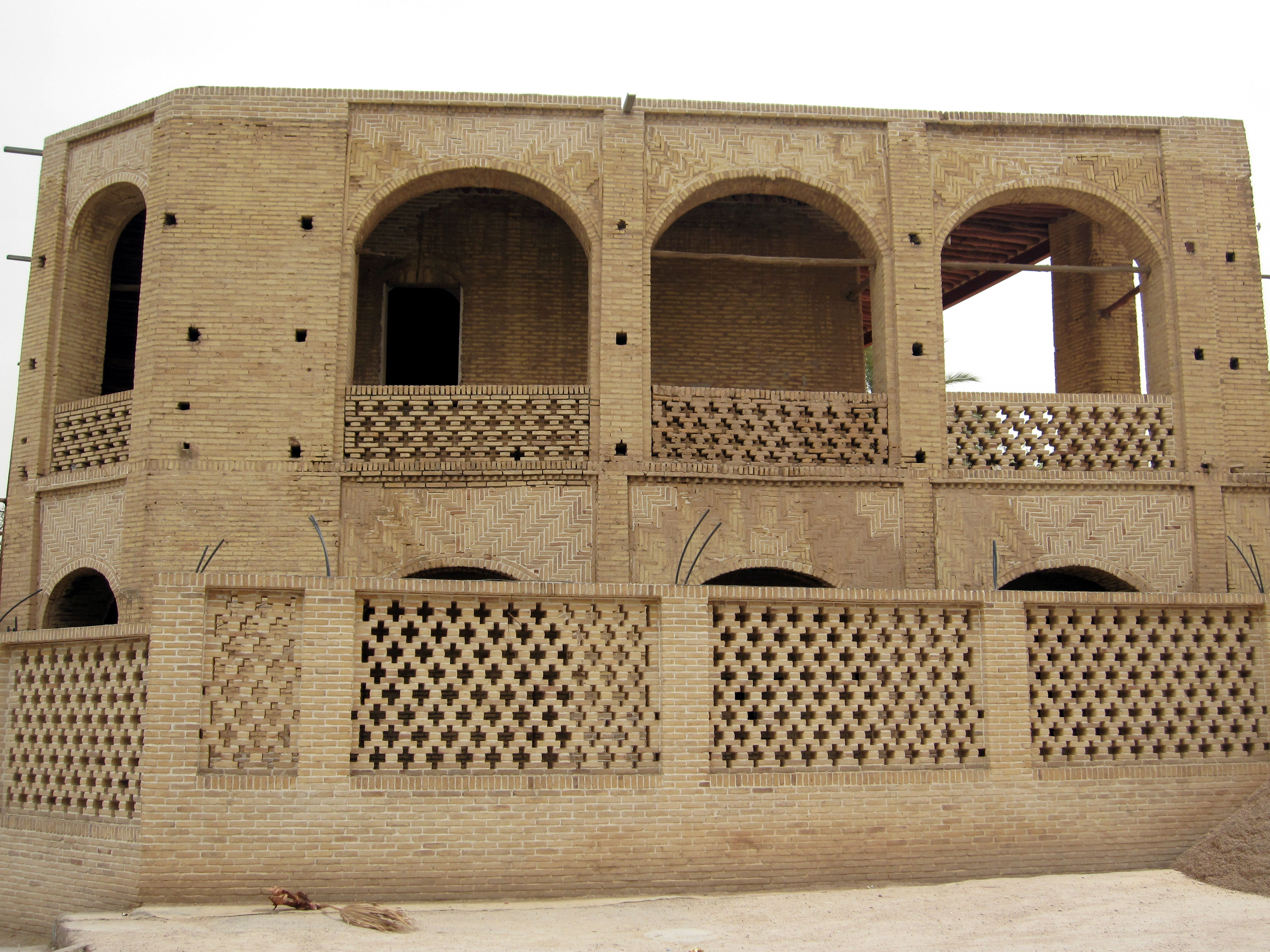
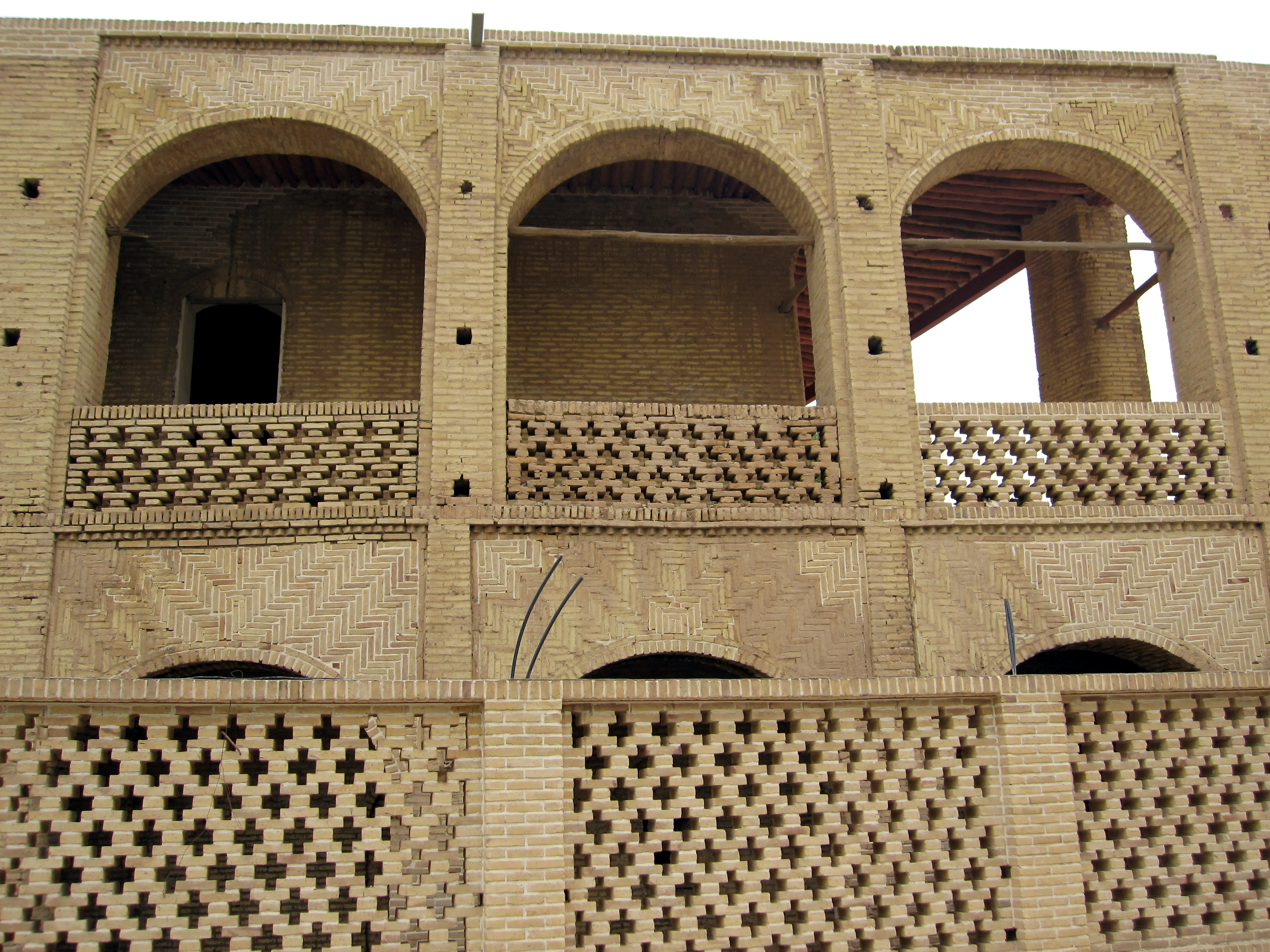
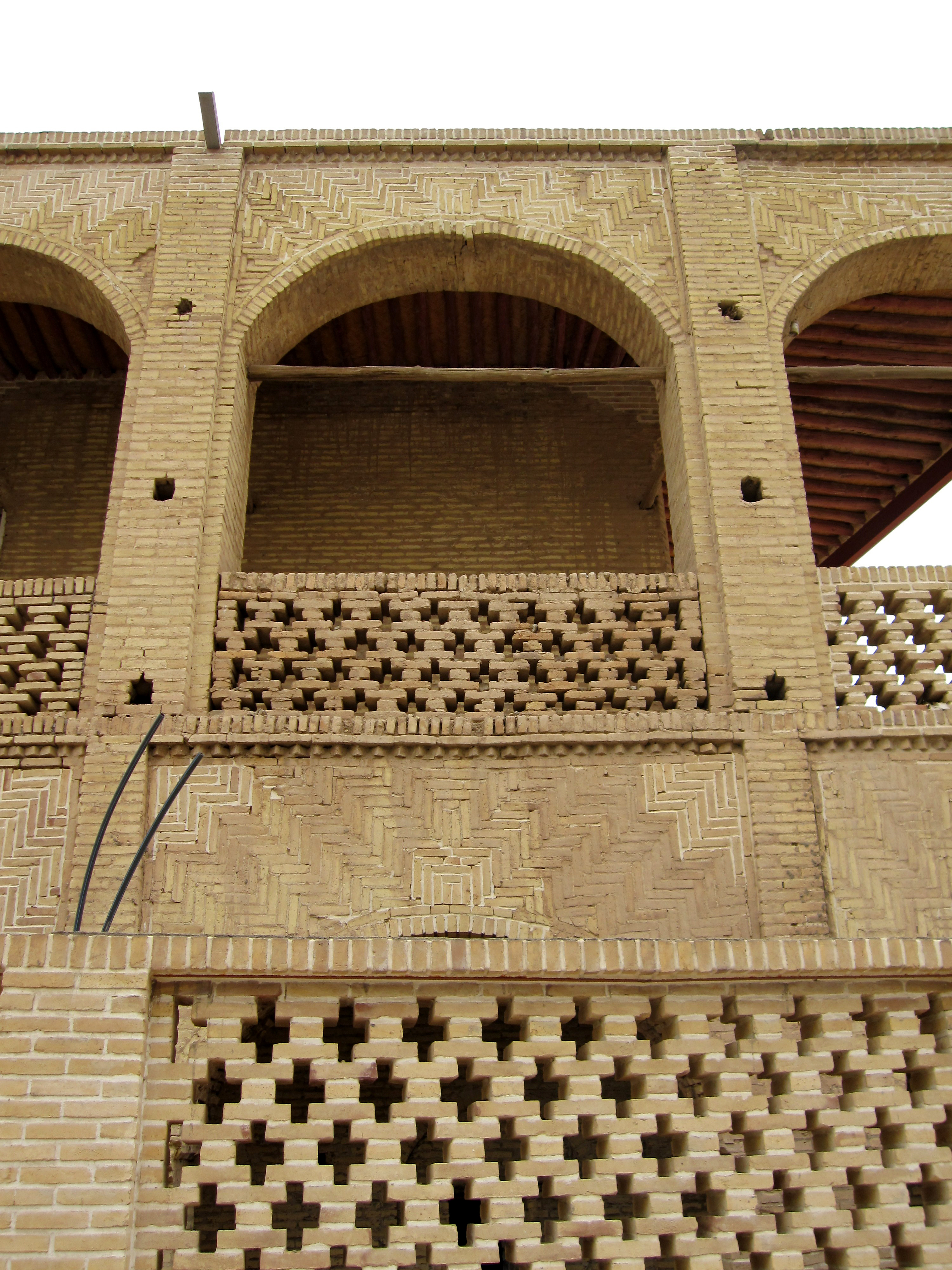
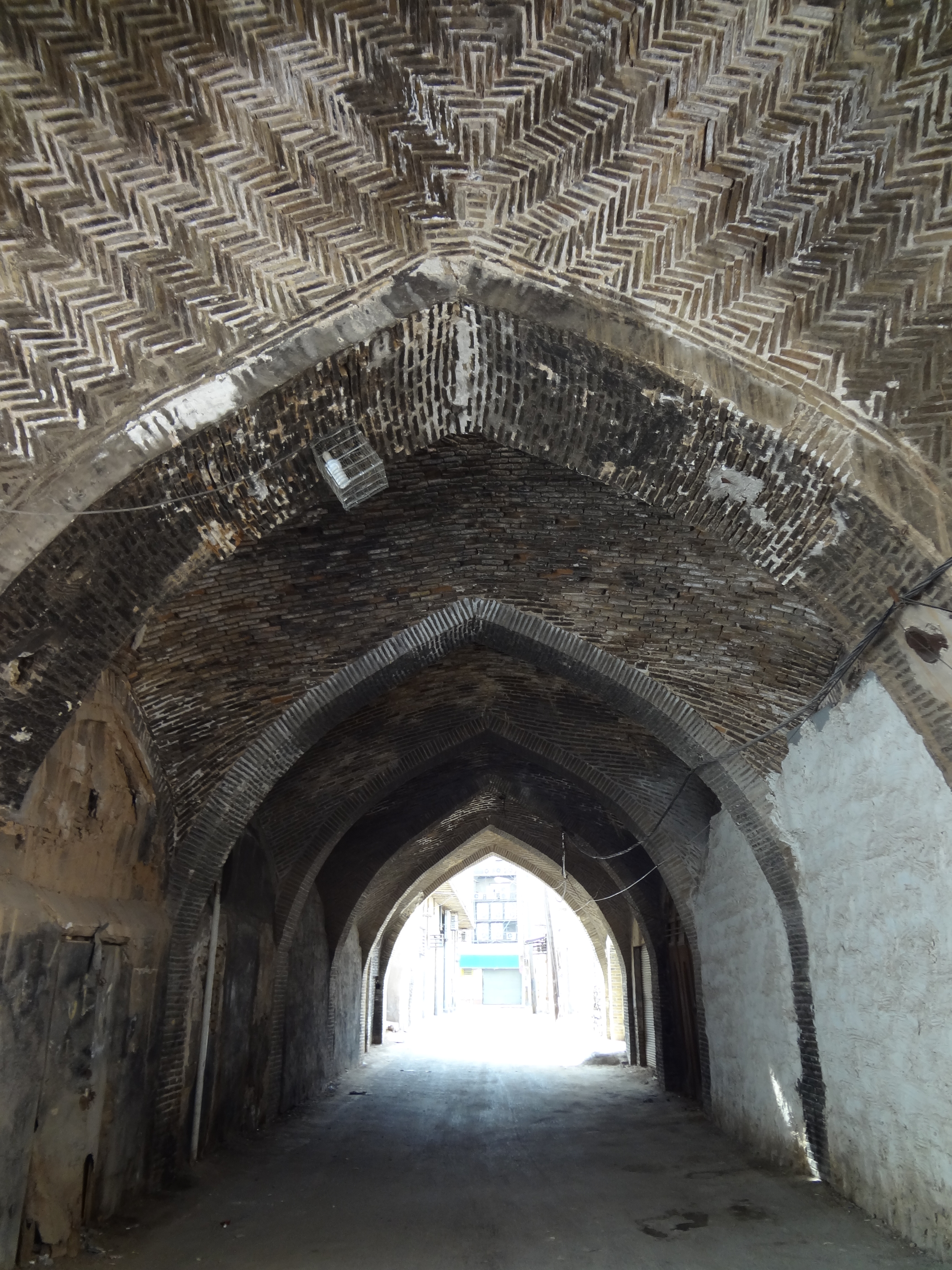
سرای معین التجار – نمای ۱
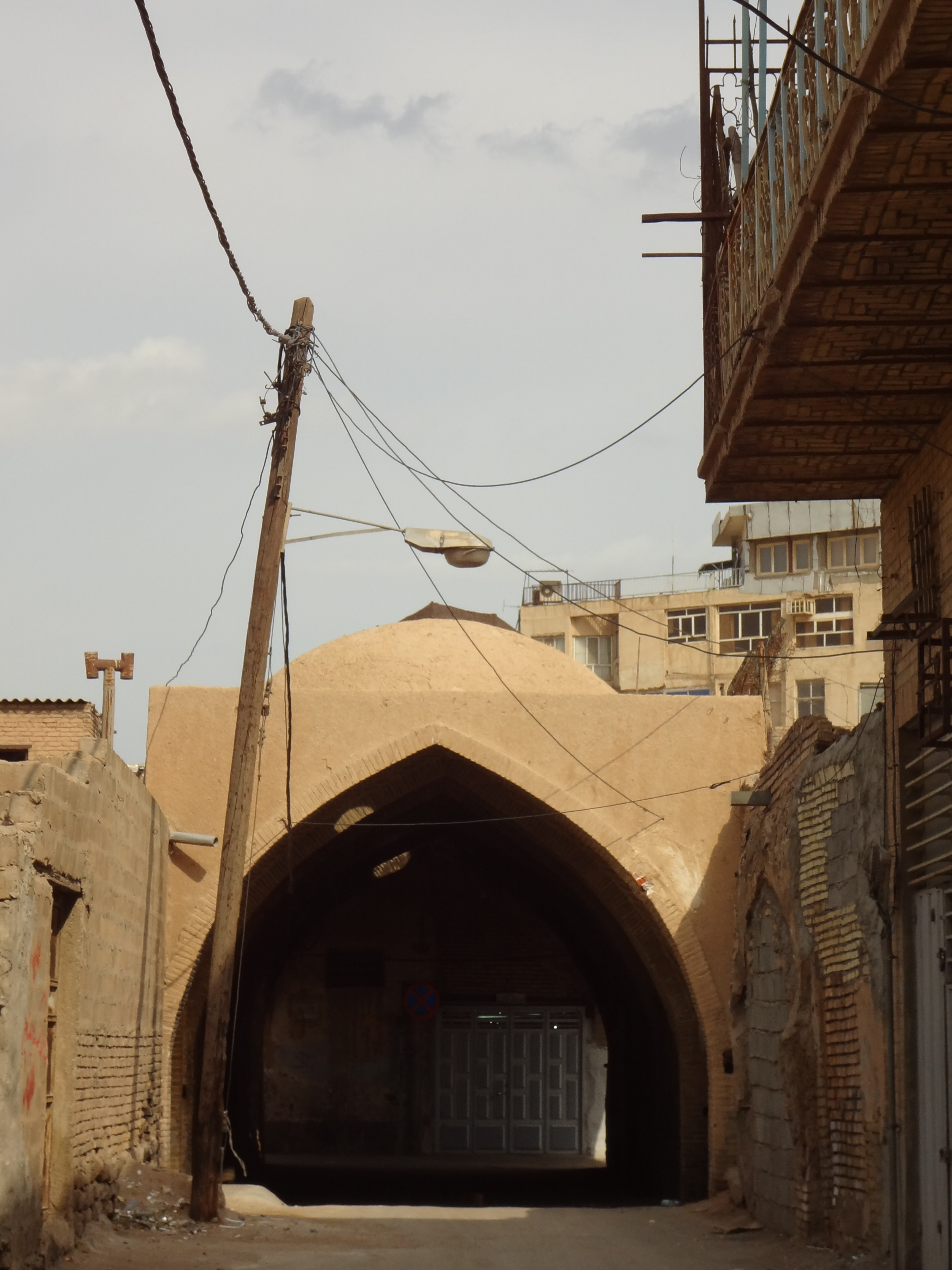
سرای معین التجار – نمای ۲
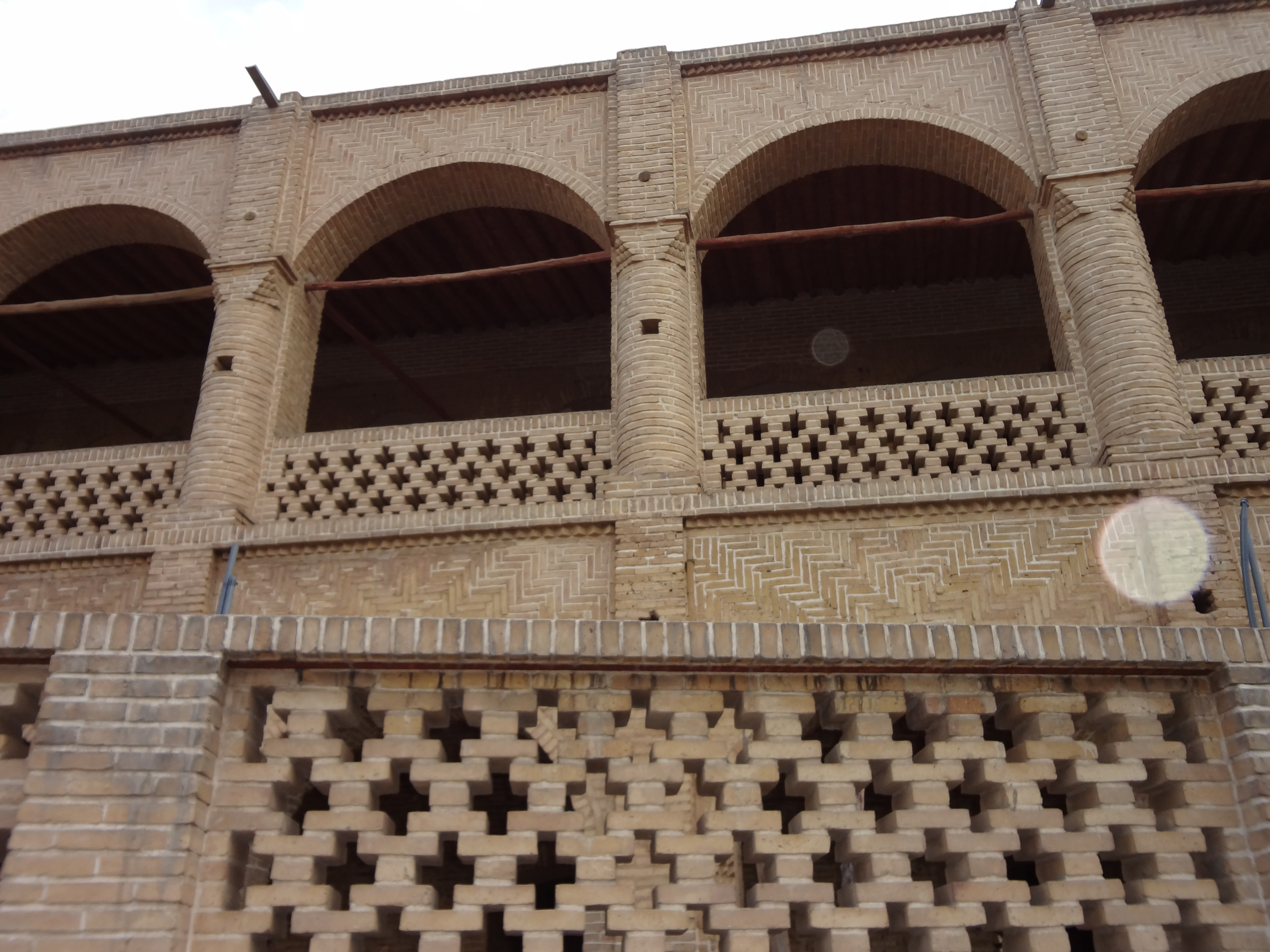
سرای معین التجار – نمای ۳
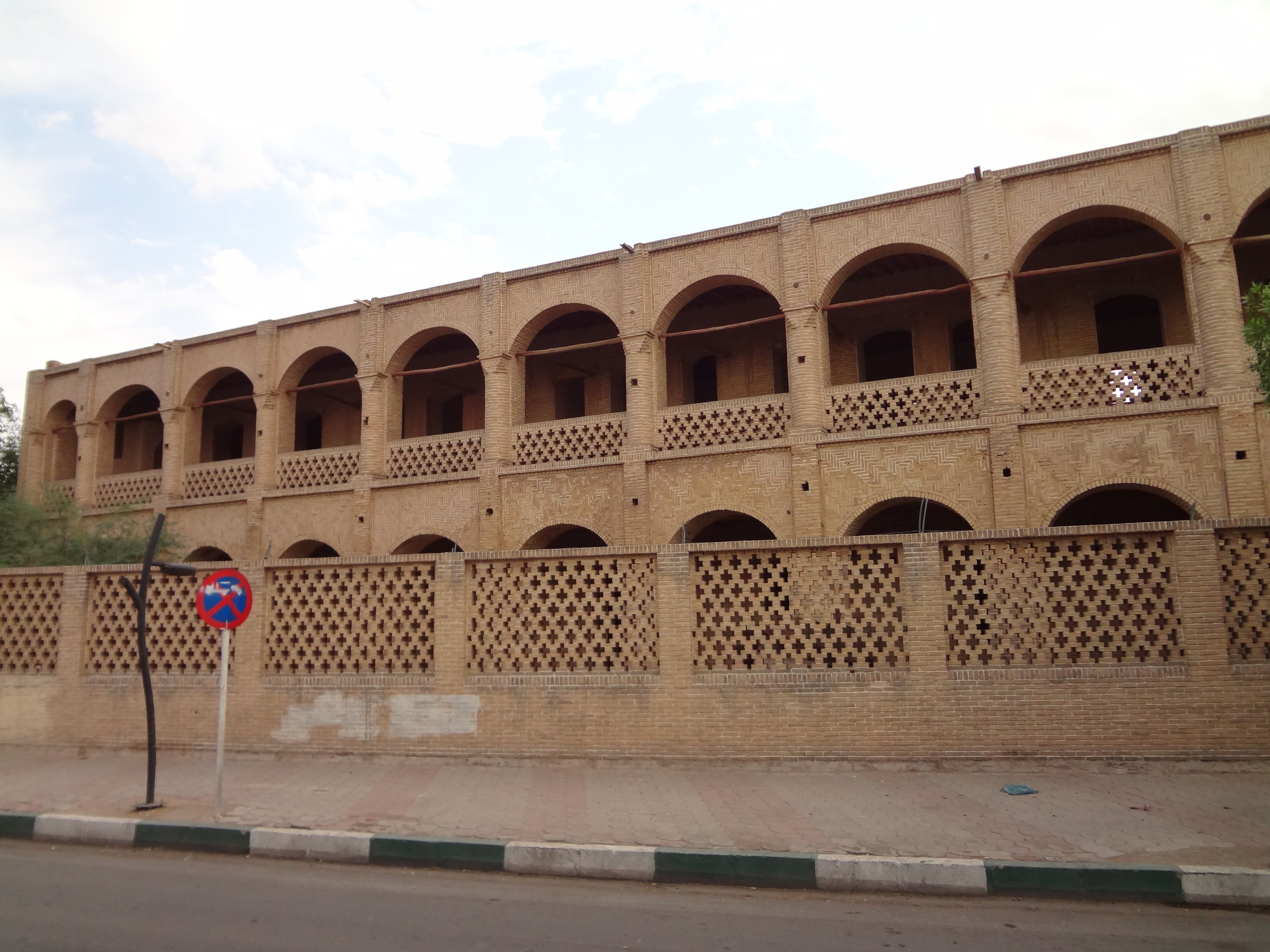
سرای معین التجار – نمای ۴
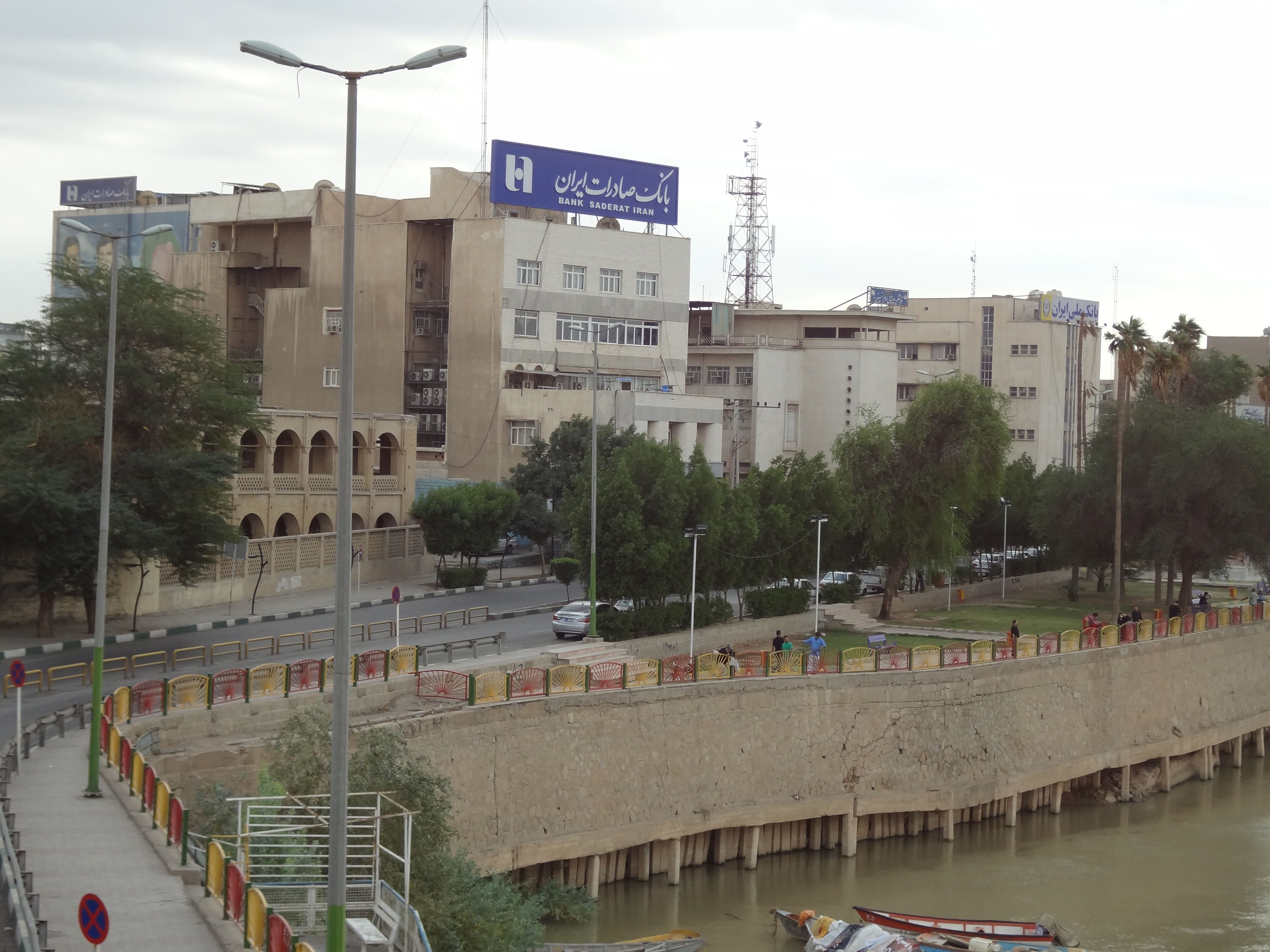
سرای معین التجار – نمای ۶
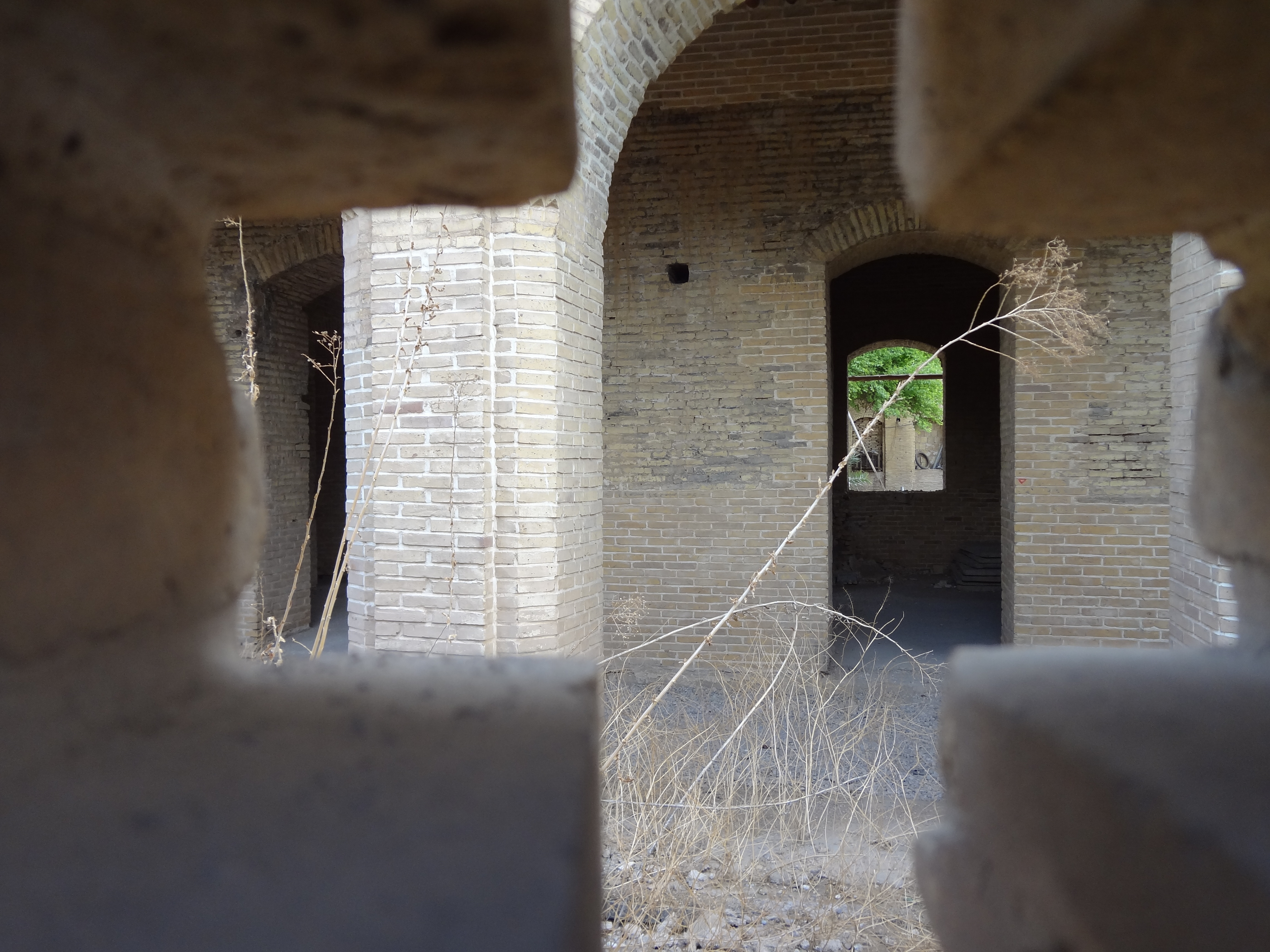
سرای معین التجار – نمای ۷
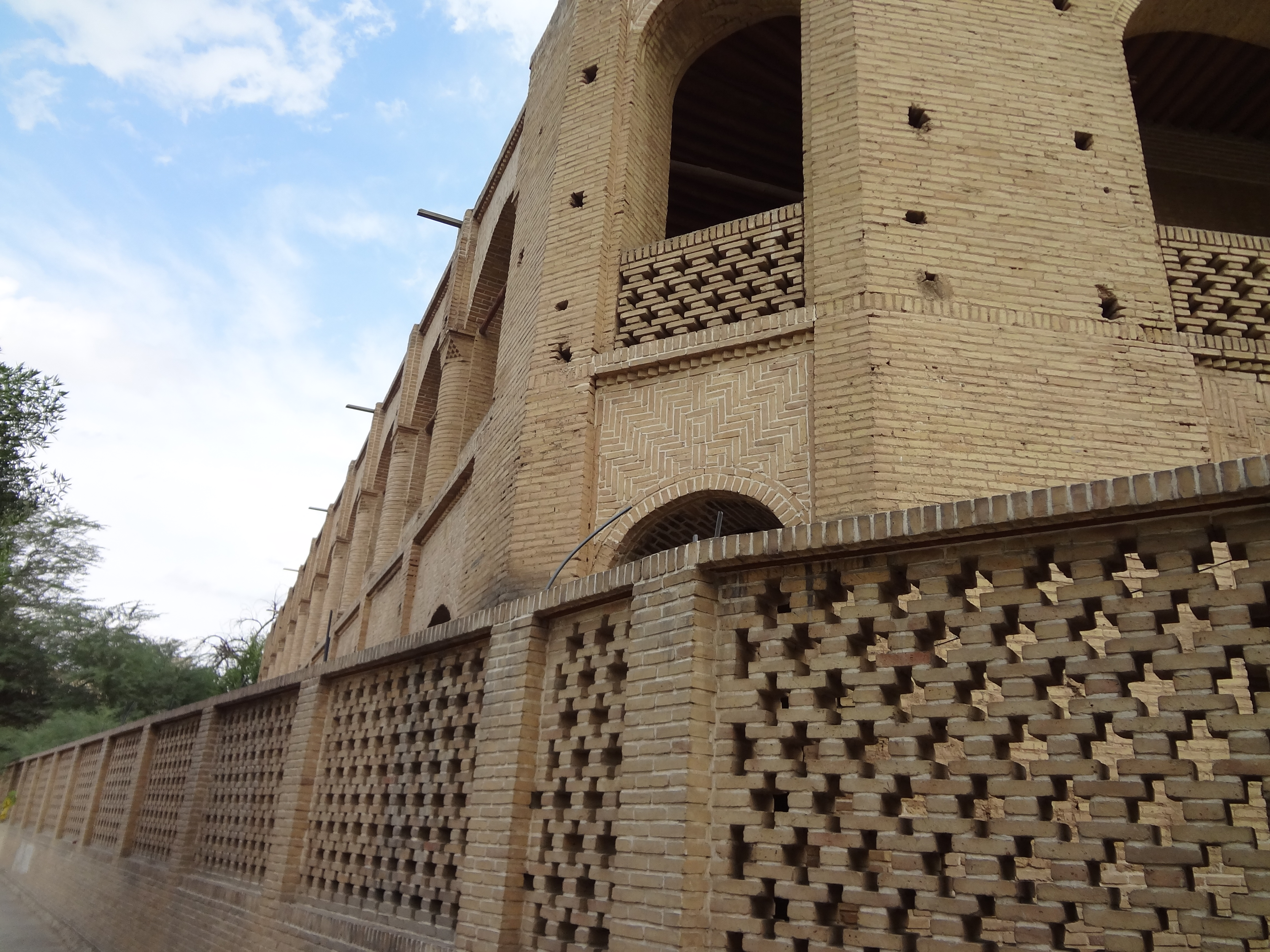
سرای معین التجار – نمای ۸